# Met z'n zessen de hele wereld rond
Met z'n zessen de hele wereld rond is een sprookje uit Kinder- und Hausmärchen, de verzameling van de gebroeders Grimm, met als nummer KHM71. De oorspronkelijke naam is Sechse kommen durch die ganze Welt.

## Het verhaal
Een man dient in de oorlog en is flink en dapper, maar krijgt na de oorlog ontslag en drie duiten om onderweg iets te eten. Hij zegt dat de koning ooit al zijn schatten zal moeten overhandigen als hij de juiste mensen vindt. Hij komt een man tegen die net zes bomen uit de grond had gerukt en vraagt of hij zijn dienaar wil worden. Eerst wil de man het takkenbosje naar zijn moeder brengen en daarna gaat hij met zijn meester mee. Na een tijdje komen ze een jager tegen die op een mijl afstand een vlieg op de tak van een eik ziet zitten. Ook hij gaat mee met het gezelschap en ze komen bij zeven windmolens. De wieken draaien, maar er is geen wind.
Na twee mijl zien ze iemand in een boom door één neusgat blazen en ze vragen of hij mee wil gaan. Blazer gaat mee en dan komen ze bij iemand die op één been staat, terwijl het andere been is afgegespt. De man zegt hardloper te zijn, maar heeft één been afgedaan om niet te snel te rennen. Met zijn vijven gaan ze verder en ze komen iemand tegen met een hoedje op, maar deze staat op één oor. Hij lijkt op een harlekijn en vertelt het gezelschap dat hij de hoed niet recht kan zetten. Dan ontstaat er namelijk strenge vorst, ook deze man gaat mee met het gezelschap. Ze zijn met z'n zessen en gaan naar de stad waar de koning zijn dochter heeft beloofd aan de winnaar van een hardloopwedstrijd.
Hardloper gespt zijn tweede been vast en met een kruik gaat hij op weg, maar wordt op de terugweg moe en gaat even slapen.
Als hoofdkussen neemt hij een paardenschedel, zodat hij niet lang zal slapen op de harde ondergrond. Ook de koningsdochter heeft haar kruik vol en ziet Hardloper slapen. Ze gooit zijn kruik leeg en loopt verder. Jager ziet het gebeuren en schiet de paardenschedel onder het hoofd van Hardloper vandaan. Hardloper vult zijn kruik opnieuw en haalt de koningsdochter in. De koning en zijn dochter zijn niet blij met de gewone afgedankte soldaat en ze brengen het gezelschap naar een ruimte met een ijzeren vloer. Alles is van ijzer en er zitten tralies voor de ramen, er staat een tafel voor spijzen en het gezelschap wordt opgesloten.
De kok laat een vuur ontsteken onder de vloer en het ijzer wordt bloedheet. Het gezelschap wil naar buiten, maar de deur is dicht. Hoedeman laat alles koud worden door zijn hoedje af te zetten, als na een paar uur de deur wordt geopend is de koning erg verbaasd. Iedereen leeft en alles is bevroren, de koning bedenkt een nieuw plan. Hij laat een man bij zich komen en belooft zijn dochter en veel goud, maar de man zegt genoegen te nemen met zoveel goud als zijn dienaar kan dragen. De koningsdochter hoeft hij niet. Deze man laat alle kleermakers bij zich komen en deze moeten een zak naaien. Krachtpatser moet met deze zak naar de koning gaan en deze ziet de reusachtige kerel met een baal linnen op zijn schouder. Er wordt een ton met goud gebracht en de man zegt dat dit niet genoeg is.
De koning laat al zijn goud halen en er worden zo zeventienduizend wagens gehaald uit het rijk. Ook de ossen, die de wagens trekken, worden in de zak gedaan. Krachtpatser gaat naar zijn makkers en de koning laat ruiters aanrukken om het zestal te achtervolgen. Blazer blaast al deze mannen weg en hij spaart een eervol sergeant-majoor met negen wonden. Deze sergeant-majoor gaat naar de koning terug, die het zestal dan maar laat gaan. De mannen verdelen de rijkdom onderling en leven tevreden tot het eind van hun leven.

## Achtergronden bij het verhaal

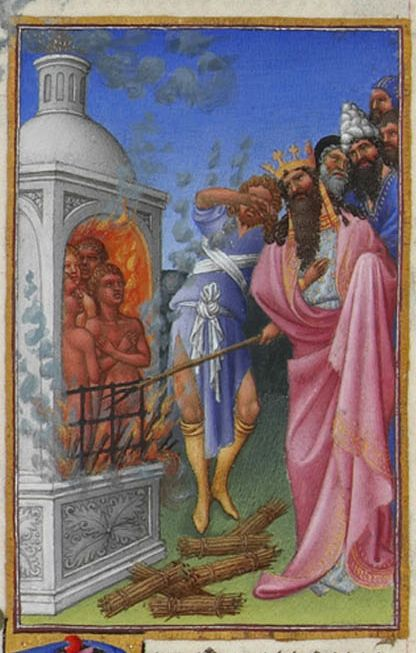
De drie mannen in de brandende oven

- Het sprookje komt uit Zwehrn in Nederhessen.
- Het is verwant met een volksverhaal dat in heel Europa zeer bekend is, in sommige versies zijn er maar vier vrienden. Het is verwant met De zes dienaren (KHM134).
- De heetgestookte kamer doet denken aan het Bijbelverhaal over drie mannen in een brandende oven, Daniël 3. Zie ook Sadrach, Mesach en Abednego.
- De soldaat wordt afgedankt, dit komt in veel sprookjes voor. Hij neemt het eigen lot in handen en dit loopt uiteindelijk goed af. Zie ook Vrolijke Frans (KHM81), De roetzwarte broer van de duivel (KHM100), Berenpels (KHM101), Het blauwe licht (KHM116), De stukgedanste schoentjes (KHM133), De laars van buffelleer (KHM199), De avonturen van een soldaat en De veelgelovende koningsdochter.